# Tesárske Mlyňany
Tesárske Mlyňany (Hongaars: Taszármalonya) is een Slowaakse gemeente in de regio Nitra, en maakt deel uit van het district Zlaté Moravce.
Tesárske Mlyňany telt 1.693 inwoners.

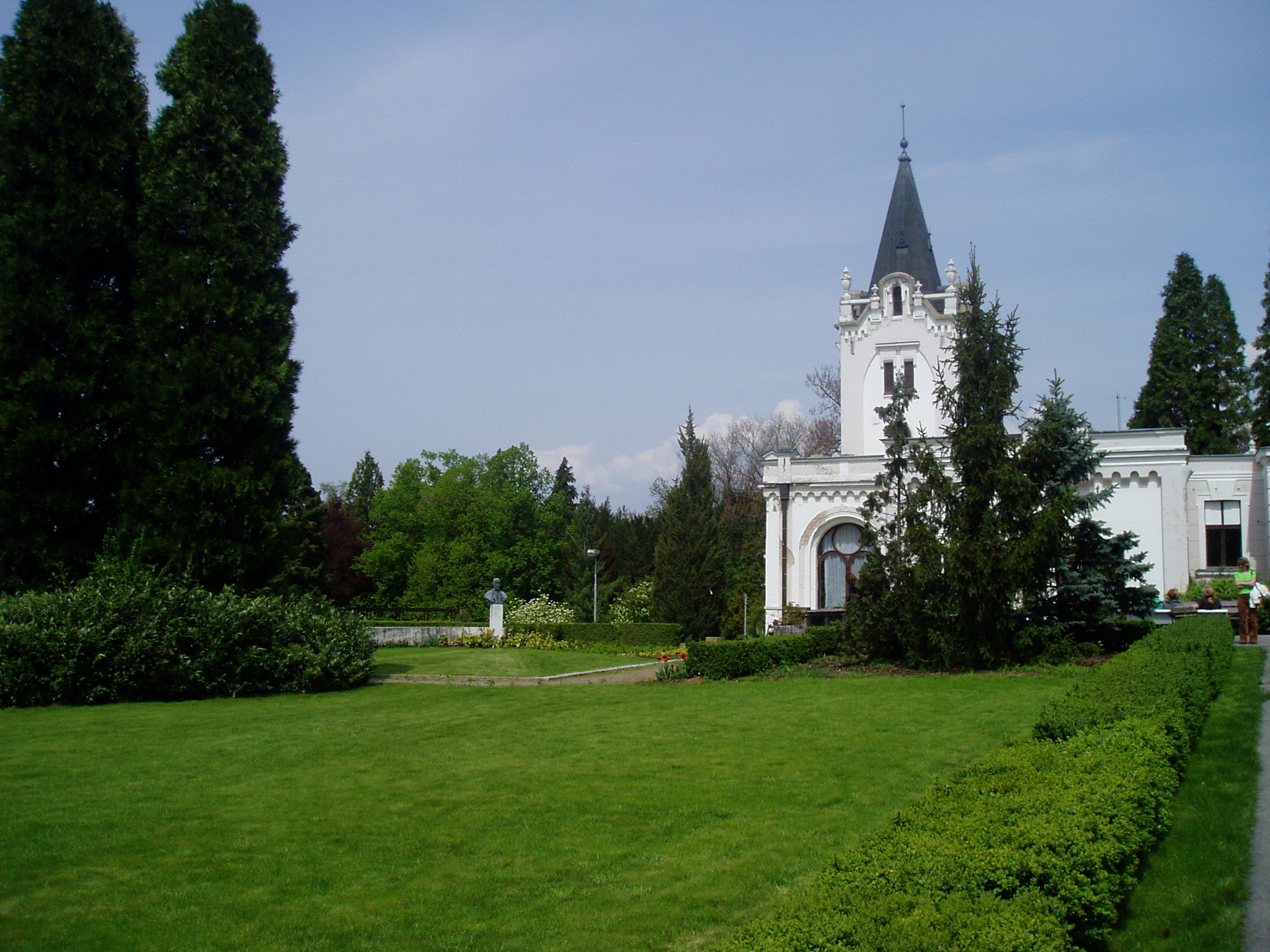
Arboretum bij Tesárske Mlyňany
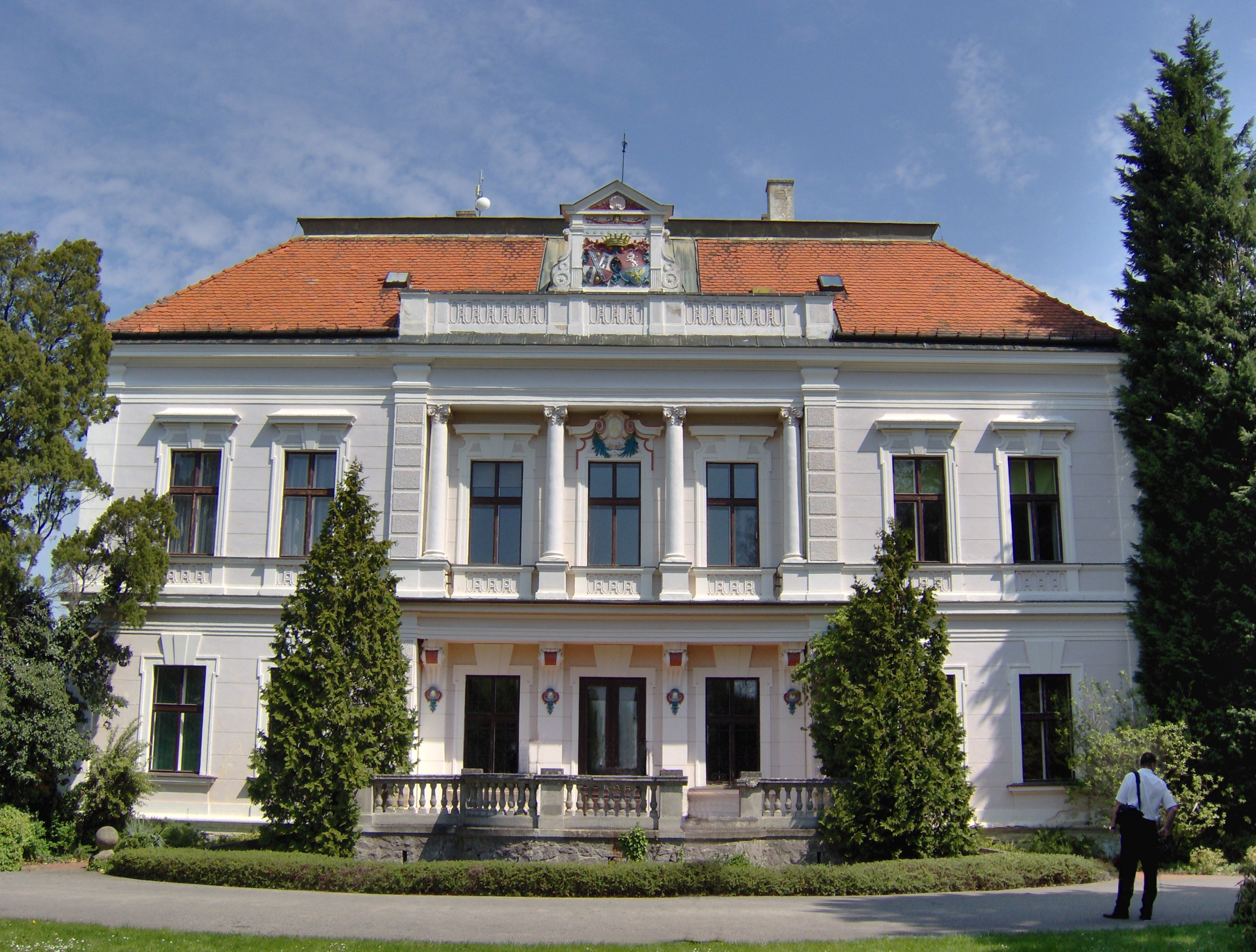
Landhuis Ambrózy